# Druckwiderstand
Der Druckwiderstand {\displaystyle F_{p}} (auch Formwiderstand) ist die Kraft auf einen umströmten Körper, die aus der Druckdifferenz {\displaystyle \Delta p} zwischen seiner Vorder- und Rückseite resultiert:
{\displaystyle F_{p}=\Delta p\cdot A_{q}}
mit der Querschnittsfläche {\displaystyle A_{q}}.
Die Druckdifferenz hat ihren Ursprung im Energieverlust der reibungsbehafteten Strömung (d. h. mit Viskosität). Durch die Reibung kann die Strömung der Körperkontur nicht mehr so folgen, dass auf der hinteren Seite eine ungestörte Strömung zu beobachten wäre; stattdessen entstehen Grenzschichtablösungen, welche wiederum zu Verwirbelungen auf der Rückseite des Körpers führen. Mit den Verwirbelungen fällt der Druck auf der Rückseite des Körpers ab, und es entsteht die genannte Druckdifferenz. Unter einer energetischen Betrachtung muss Arbeit verrichtet werden, um die Verwirbelungen auf der hinteren Seite des umströmten Körpers zu generieren.
Der Druckwiderstand darf nicht mit dem Schubspannungswiderstand verwechselt werden, welcher direkt von der Reibung der Strömung an der Oberfläche verursacht wird. Zusammen mit dem Schubspannungswiderstand bildet der Druckwiderstand den Gesamtwiderstand eines umströmten Körpers.